# Ari Vatanen
Ari Pieti Uolevi Vatanen (* 27. dubna 1952 v Tuupovaaře, v Severní Karélii) je bývalý finský závodník v rallye a od roku 1999 poslanec Evropského parlamentu.
Svou mezinárodní kariéru začal v roce 1976. V roce 1980 vyhrál svůj první závod MS v rallye Acropolis rallye 1980, v roce 1981 se spolu se svým spolujezdcem Davidem Richardsem na voze Ford Escort stal mistrem světa v rallye za tým Ford M-Sport. Později se věnoval pouštní rallye, jezdil pro týmy Peugeot Sport a Citroën Sport a vyhrál dohromady čtyřikrát Rallye Dakar. V roce 2007 startoval za Volkswagen Motorsport v Rallye Dakar, jeho spolujezdcem byla Italka Fabrizia Pons.
V roce 1999 byl poprvé zvolen do Evropského parlamentu, jako člen finské strany Kansallinen Kokoomus, poté ale zůstal ve Francii. Od roku 2004 přísluší v Evropském parlamentu k Union pour un Mouvement Populaire.
Vatanen 10. července 2009 oznámil, že se v říjnu 2009 zúčastní jako kandidát volby prezidenta FIA. Nakonec jej ve volbách porazil Francouz Jean Todt.

## Zajímavosti
- Ari Vatanen je jedním z nejúspěšnějších závodníků v historii Rallye Dakar se svými čtyřmi vítězstvími v letech 1987, 1989, 1990 a 1991.
- V roce 1988 musel krátce před cílem vzdát, protože mu ukradli jeho závodní auto.
- V roce 1988 si pojistil novým traťovým rekordem celkové vítězství ve světově známém závodě Pikes-Peak v USA.